# Amblyomma multipunctum
Amblyomma multipunctum (лат.) — вид клещей из семейства Ixodidae.

## Описание
Малоизученный вид. Среднего размера и крупные клещи (3—6 мм). Тазики первых трёх пар ног с 2 шпорами, тазики последней IV пары ног несут по одной шпоре. Известно несколько находок на тапирах (Tapirus pinchaque, Tapirus roulini). Южная Америка: Боливия, Венесуэла, Колумбия, Эквадор. У самцов спинной жесткий щиток прикрывает все тело, у самок треть. Вид был впервые описан в 1899 году французским зоологом профессором Л. Г. Ньюманном (Neumann L. G.; 1846—1930).